# بفروة
بفروة هي إحدى القرى اللبنانية من قرى قضاء النبطية في محافظة النبطية.